# Ivanîci
Ivanîci (în ucraineană Іваничі) este așezarea de tip urban de reședință a raionului Ivanîci din regiunea Volînia, Ucraina. În afara localității principale, mai cuprinde și satele Dolînka și Romanivka.

## Demografie
Componența lingvistică a așezării de tip urban Ivanîci
     Ucraineană (98,73%)
     Rusă (1,06%)
     Alte limbi (0,06%)
Conform recensământului din 2001, majoritatea populației așezării de tip urban Ivanîci era vorbitoare de ucraineană (98,73%), existând în minoritate și vorbitori de rusă (1,06%).